# Miocène
Stratigraphie
Oligocène Pliocène
Paléogène
Le Miocène est la première époque du Néogène et la quatrième de l'ère Cénozoïque. Il s'étend de 23,03 ± 0,05 à 5,332 ± 0,005 millions d'années. Il est précédé par l'Oligocène et suivi par le Pliocène.
Le nom « Miocène » a été créé par Charles Lyell à partir du grec μείων / meîon, « moins» et καινός / kainós, « récent », car cette période comporte moins d'invertébrés marins modernes que le Pliocène.

## Subdivisions
Les subdivisions du Miocène sont définies par les abondances relatives de foraminifères et de nanofossiles calcaires.
| Miocène inférieur |                                     |
| Aquitanien        | (23,03 ± 0,05 à 20,43 ± 0,05 Ma)    |
| Burdigalien       | (20,43 ± 0,05 à 15,97 ± 0,05 Ma)    |
| Miocène moyen     |                                     |
| Langhien          | (15,97 ± 0,05 à 13,65 ± 0,05 Ma)    |
| Serravallien      | (13,65 ± 0,05 à 11,608 ± 0,005 Ma)  |
| Miocène supérieur |                                     |
| Tortonien         | (11,608 ± 0,005 à 7,246 ± 0,005 Ma) |
| Messinien         | (7,246 ± 0,005 à 5,332 ± 0,005 Ma)  |

## Paléoclimat
Durant sa première moitié, le Miocène connait une période de réchauffement puis d'optimum climatique. La végétation tropicale remonte vers le nord, favorisant l'expansion des faunes africaines, et notamment des Hominoidea en Europe et en Asie. À partir de 14,5 millions d'années (Ma), le climat connait une tendance au refroidissement et à l'assèchement, qui se poursuivra avec des fluctuations pendant le Pliocène, jusqu'à parvenir aux cycles glaciaires du Pléistocène.
À la fin du Miocène, la température baisse et le climat devient plus sec. L'Australie devient semi-aride.

## Paléogéographie
La dorsale médio-atlantique poursuit son effet de tapis roulant : les Amériques continuent à s'éloigner de l'Afrique et de l'Europe.
L'Amérique du Sud accentue son choc avec les plaques du Pacifique, ce qui produit un mouvement de subduction qui entraine l'élévation de la Cordillère des Andes. La même poussée en Amérique du Nord élève les Montagnes Rocheuses et soulève la péninsule mésoaméricaine, qui s'étend vers le Sud et se rapproche de l'Amérique du Sud, sans toutefois encore l'atteindre.
La plaque indienne poursuit sa collision avec l'Asie, l'Himalaya continue son élévation, processus encore actif de nos jours.
Au début du Miocène, les plaques arabo-africaine et eurasiatique sont séparées par des bras de mer, qui occupent l'emplacement actuel du golfe Persique, de l'Irak et du nord de la Syrie. Le rapprochement puis la collision des plaques au cours du Miocène inférieur entrainent un grand échange de faune terrestre entre les deux continents, facilité par l'existence d'un même climat tropical des deux côtés de l'ancien bras de mer. L'océan Téthys finit ainsi de disparaitre pour laisser la place à la Mer Méditerranée, la Mer Noire, et la Mer Caspienne.
La plaque africaine remonte aussi vers le Nord et les montagnes jeunes d'Europe du Sud (Alpes, Alpes dinariques, Balkans) entament leur surrection.
Il y a 6 millions d'années, le détroit de Gibraltar se ferme et la mer Méditerranée s'assèche, épisode dénommé crise de salinité messinienne. Cet épisode se termine au début du Pliocène, il y a 5,3 millions d'années, par la réouverture du détroit de Gibraltar.

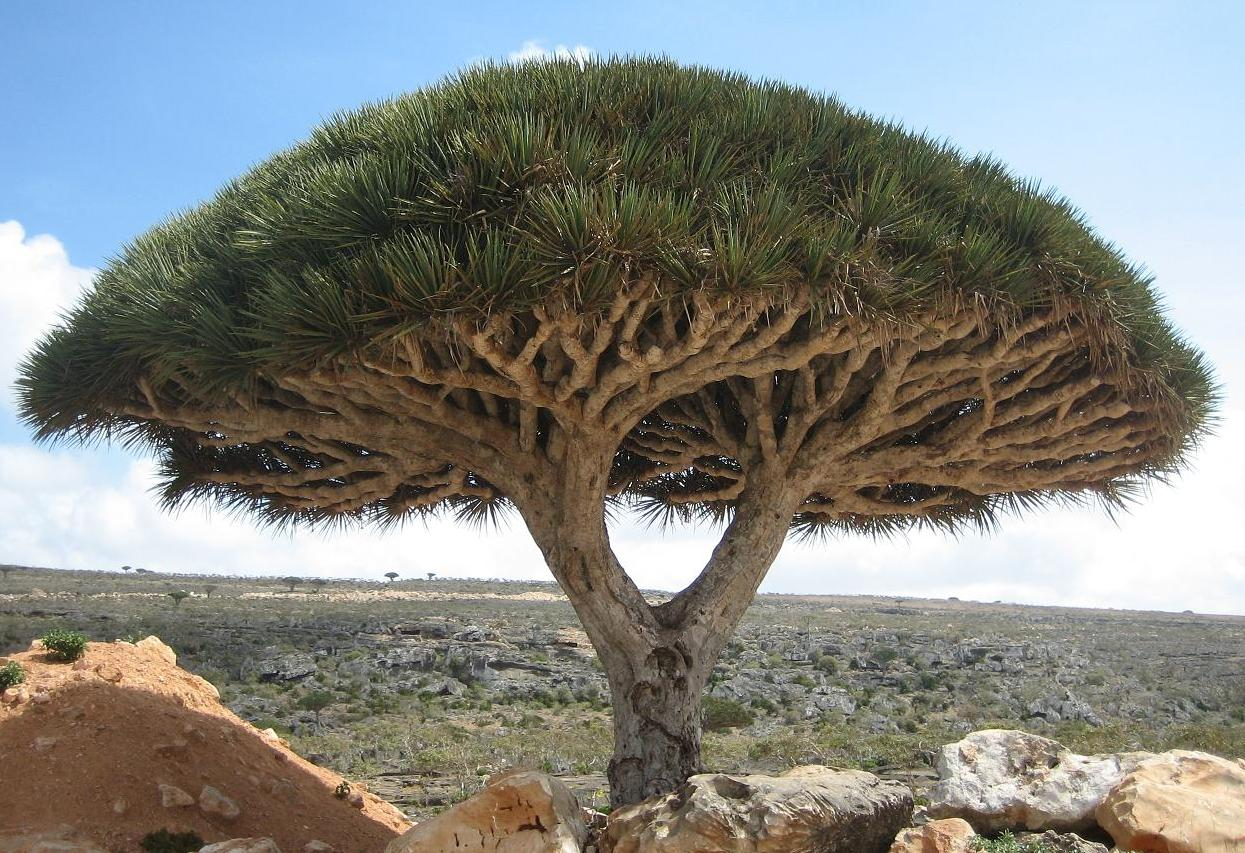
Ce dragonnier Dracaena cinnabari de Socotra est considéré comme l'un des vestiges des forêts subtropicales du Mio-Pliocène de Laurasie, qui ont maintenant presque disparu.

## Flore
À différentes périodes du Miocène, le Sahara était au moins localement couvert de forêts humides. Ceci a été confirmé par la découverte de milliers de dents de petits mammifères trouvées dans des pelotes de régurgitation de rapaces. Ces dents appartenaient notamment à une dizaine d'espèces de petits lémuriens vivant dans les arbres, et elles étaient accompagnées de restes d'amphibiens, de petits reptiles proches des caméléons et de rongeurs. Ces restes évoquent un milieu forestier humide (500 mm à 1 200 mm d'eau/an) avec des clairières assez grandes et nombreuses pour que s'y développent de petits rongeurs.
Martin Pickford pense que cette forêt a commencé à reculer il y a 10 millions d'années, avant que, vers 7 millions d'années, les forêts humides se réduisent à la zone intertropicale, alors que l'Égypte entamait elle aussi une phase d'aridification.
À la fin du Miocène, les forêts tropicales africaines ont sensiblement régressé en laissant la place à de vastes savanes où les graminées se diversifient. De nouvelles espèces capables d'assimiler plus efficacement le dioxyde de carbone apparaissent.

## Faune

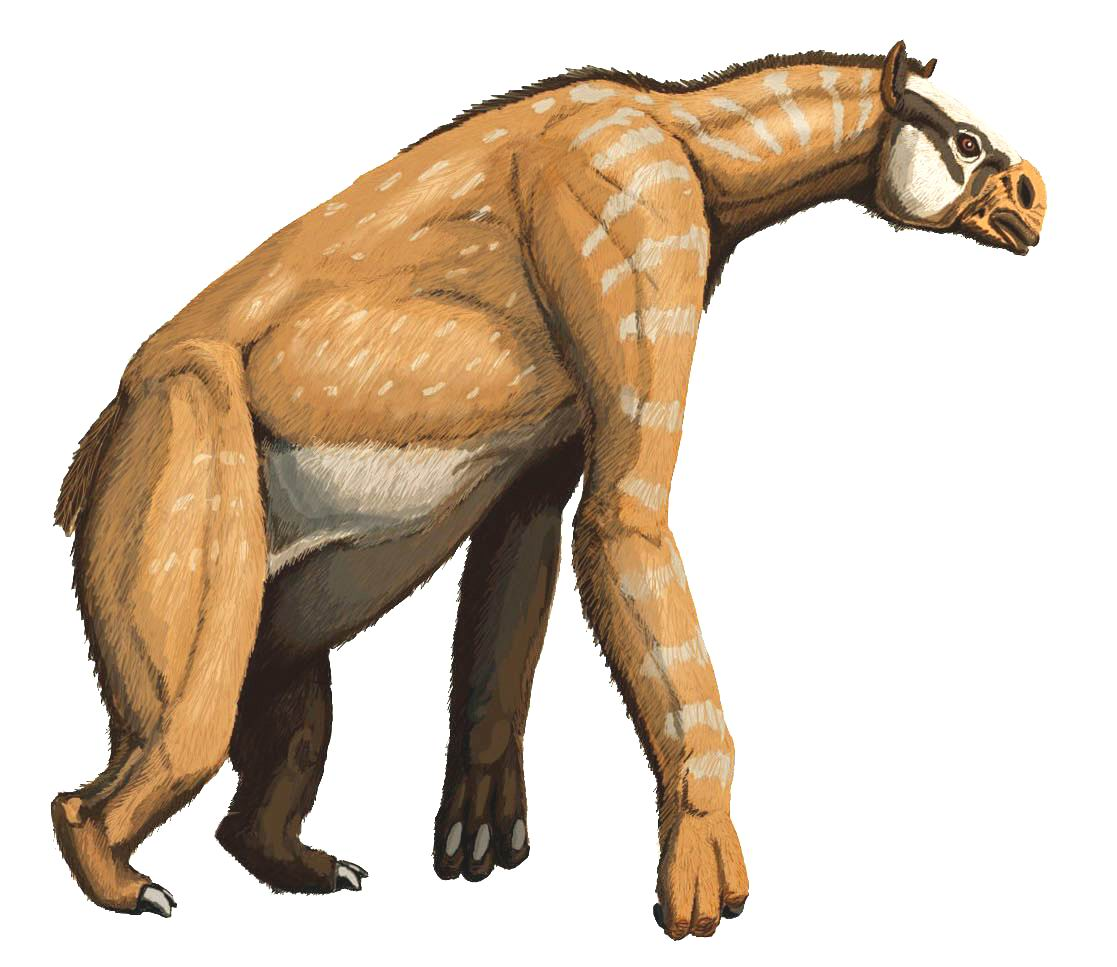
Reconstitution par le paléoartiste Dimitri Bogdanov du chalicothère miocène de Sansan Anisodon grande découvert par Édouard Lartet.

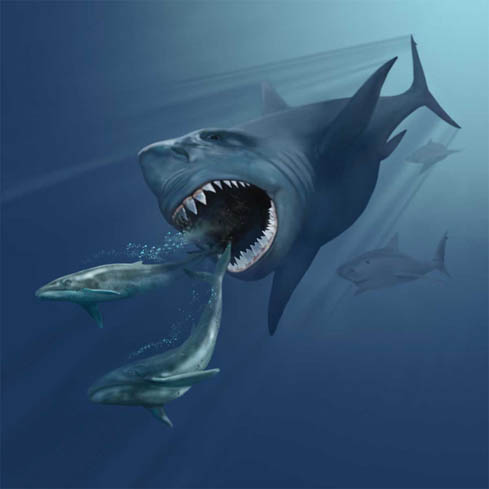
Reconstitution par la paléoartiste Karen Carr du Mégalodon, grand prédateur marin du Miocène.

Fossile de grand crabe (Archaeogeryon peruvianus) du Miocène (Muséum de Toulouse)

La coévolution diffuse entre les graminées en C4 (herbes des savanes) et les ongulés herbivores conduit au développement à l'explosion radiative des écosystèmes herbacés. L'assèchement du climat entraîne la régression des forêts au profit de savanes arborées au Miocène moyen, puis de savanes plus ouvertes et de prairies au Miocène supérieur et au Pliocène, ce qui conduit à l'essor des herbivores brouteurs puis paisseurs à denture hypsodonte. L'apparition des premiers hominidés et l'expansion des écosystèmes à forte biomasse en C4 est peut-être liée. « La capacité des hominidés à consommer des ressources en C4 leur a peut-être permis d'occuper ces écosystèmes particuliers où ils ont pu franchir certaines étapes évolutives conduisant aux formes plus modernes d'hominidés, dont est issu l'Homme actuel ».
Sur le territoire de l'actuelle Europe de l'Ouest et de la France, on peut notamment trouver des castors, loups, chevaux, cerfs, chameaux, proboscidiens et rhinocéros (ex : Diaceratherium aurelianense et Brachypotherium brachypus), de nombreux oiseaux dont corbeaux, canards, hiboux... vivant à cette époque.
Toutes ou presque toutes les familles d'oiseaux existent à la fin du Miocène. C'est durant le Miocène que les oiseaux marins atteignent leur plus grande diversité.
Les algues brunes appelés Kelp prolifèrent, supportant ainsi de nouvelles espèces, des loutres de mer, des poissons et des invertébrés. Dans le monde marin des superprédateurs tels que les requins géants Carcharocles chubutensis (12 mètres) et Mégalodons (20 mètres) apparaissent (à comparer avec l'actuel Grand requin blanc, 6 mètres de longueur maximale). Les cétacés se diversifient, avec entre autres l'apparition des cachalots et l'évolution de dauphins, baleines et marsouins ; leurs ancêtres, les Archaeoceti, disparaissent, les Pinnipèdes évoluent vers des formes plus adaptées à un environnement aquatique.
Seules l'Amérique du Sud et l'Australie, toutes deux isolées, présentent des faunes de mammifères marsupiaux, ancestrales des mammifères placentaires.
En France, cette faune a commencé à être identifiée par les paléontologues et géologues à partir de la fin du XIXe siècle, par exemple dans le bassin rhodanien,,, ou à partir du début du XXe siècle, notamment dans les faluns de l'Orléanais et de Touraine, en Indre-et-Loire, en Maine-et-Loire, dans le Bassin Aquitain (Gascogne, Aquitaine, Gers),,.

## Hominidés
Au début du Miocène, on assiste à l'expansion puis à une forte diversification en Afrique des Hominoidea (grands singes, ou singes sans queue), apparus durant l'Oligocène. Doté d'un cerveau un peu plus volumineux que ses prédécesseurs, Proconsul africanus (vers 20 Ma) est le plus connu des Hominoidea fossiles. Dès cette époque, les grands singes forment plusieurs familles, dont certaines sortent d'Afrique, comme les Hylobatidae (gibbons) qui se répandent en Asie du sud-est, et les Hominidae qui apparaissent en Eurasie vers 17 Ma, à la faveur de la collision des plaques arabo-africaine et eurasiatique et de l'isolement de la plaque antarctique.

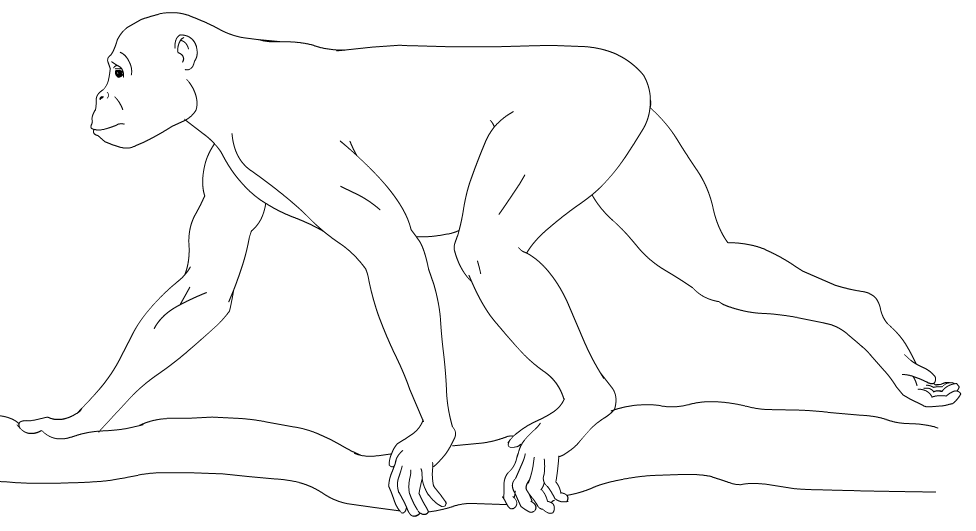
Proconsul africanus, primate fossile emblématique des Hominoidea.

La tectonique des plaques et la modification de la circulation océanique qui en résulte contribuent en effet à la formation de la calotte polaire antarctique qui marque l'ère glaciaire cénozoïque (en) et entraîne un déplacement des ceintures écoclimatiques mondiales vers le nord. Cette glaciation associée à la connexion entre l'Afrique et l'Eurasie, a probablement permis plusieurs phases de dispersion des faunes africaines, notamment une migration des hominoïdes, qui sont plutôt des mammifères de pays chauds, vers l'Eurasie qui est devenue une zone climatique tropicale,.
Vers 16 Ma, les Hominidae se scindent en deux sous-familles, les Ponginae qui occupent toute l'Asie méridionale, de la Turquie jusqu'à la Chine, et les Homininae en Afrique et en Eurasie. C'est le temps de la « planète des singes » hominidés. Avec plusieurs dizaines d'espèces fossiles connues (il n'en reste aujourd'hui que huit), les Hominidae occupent toutes les niches écologiques des forêts de l'Ancien Monde.
À partir de 14,5 Ma, la tendance générale passe au lent refroidissement et assèchement du climat, qui devient progressivement plus saisonnier. Vers 10 Ma, l'extension de la calotte polaire arctique engendre la migration vers le sud de ces mêmes ceintures climatiques, jusqu'à la position qu'elles occupent actuellement. Les hominoïdes disparaissent d'Eurasie (sauf d'Asie du Sud-Est, restée tropicale, où survivent les orangs-outans) devenue trop froide et connaissent, grâce à une nouvelle connexion entre l'Eurasie et l'Afrique, une phase de dispersion de retour vers le continent africain,.
À la fin du Miocène, les savanes et les prairies se développent tandis que le couvert arboré régresse, se réduisant essentiellement à la zone intertropicale. Les Homininae d'Europe, espèces arboricoles, végétariennes et frugivores, s'éteignent. Sur le continent européen se met en place une autre « planète des singes » avec l'arrivée d'un cercopithécoïde (singe à queue), le Mésopithèque (en). Ce cercopithécoïde qui annonce l'expansion des singes à queue, notamment les macaques en Asie et, plus tard, les babouins en Afrique, est un folivore strict, spécialisation alimentaire mieux adaptée à des environnements devenus à la fois moins arborés et plus saisonniers. Cependant, le Grécopithèque, un homininé européen trouvé en Grèce et en Bulgarie et daté de 7,2 Ma, possède une denture qui semble l'apparenter aux Hominina. Selon certains auteurs, il pourrait être l'un des premiers représentants de la lignée humaine.
Les homininés africains sont bien plus mal connus que leurs cousins européens. La période allant de 12 Ma à 7 Ma a livré très peu de fossiles en Afrique, ce qui ne permet pas d'imaginer une phylogénie même provisoire. Sur ce continent considéré comme le berceau de la lignée humaine, la fragmentation des forêts en zone intertropicale n'exclut pas l’existence d’îlots forestiers de dimensions plus réduites, comme la forêt claire (mêlant espaces arborés et espaces graminéens). D'ascendance encore discutée en raison de leurs caractères en mosaïque, les premiers hominines consensuels sont connus en Afrique à partir de 7 Ma, avec Sahelanthropus tchadensis, puis Ardipithecus kadabba (5,8 à 5,3 Ma) et Orrorin tugenensis (5,9 Ma) qui montre une bipédie avancée tout en conservant des membres supérieurs adaptés à la vie arboricole. Le refroidissement et l'assèchement climatiques n'empêchent pas l'existence de paysages mosaïques (rivières, lacs, marécages, zones boisées, ilots forestiers, savane arborée, prairies herbeuses et zones désertiques) dans lesquels apparaissent au Pliocène vers 4,2 Ma les australopithèques, à la bipédie plus affirmée. Il faut attendre 2,8 Ma et l'orée du Pléistocène pour trouver le premier fossile attribué au genre Homo.